# Blackheath Football Club
Blackheath Football Club (The Club) er en rugby-klub der ligger i Blackheath i sydøst-London. De spiller nu deres hjemmekampe på Rectory Field. Klubben blev grundlagt i 1858 og er den ældste åbne rugbyklub i verden. Åben mener i denne sammenhæng, at klubben var åben for alle, ikke blot dem der kom eller drenge fra en bestemt institution (skole, universitet eller hospital).Der er også verdens tredjeældste rugbyklub der stadig eksisterer, efter Dublin University Football Club og Edinburgh University Academical Football Club. Blackheath-klubben hjalp også med at organisere den første internationale rugbykamp (mellem England og Skotland i Edinburgh den 27. marts 1871) og lagde græs til den første kamp mellem England og Wales ti år senere – hvor spillere mødtes og klædte om i Prinsen af Wales's offentlige hus. Blackheath er sammen med Civil Service FC en af ti klubber der kan påstå at have været med til at grundlægge både The Football Association og Rugby Football Union.
| Sport | Spire Denne artikel om sport er en spire som bør udbygges. Du er velkommen til at hjælpe Wikipedia ved at udvide den. |